# Ludvig Deltin
Ludvig Magnus Deltin, född 19 december 1998 i Huddinge, är en svensk skådespelare.
Ludvig Deltin har bland annat medverkat i TV-serien Gåsmamman. Han har även medverkat i filmen Karusell och i TV-filmen Maria Wern – Ett tidigare liv.

## Filmografi (i urval)
- 2021–2022 – Gåsmamman (TV-serie)
- 2022 – Heder (TV-serie)
- 2023 – Karusell
- 2023 – Maria Wern – Ett tidigare liv
- 2024 – Beck – Vilhelm